# In der Apotheke
In der Apotheke ist ein Kurzfilm mit Karl Valentin aus dem Jahr 1941. Regie führte Hans Albin.

## Handlung
Ein Mann betritt eine Apotheke, um Medizin zu kaufen. Allerdings hat er vergessen, welches Mittel er überhaupt benötigt. Mit Hilfe der Apothekerin versucht er das gewünschte Mittel herauszufinden. Dabei verrät er der Apothekerin, dass sein Kind furchtbar weint und schreit. Dies bringt die Apothekerin darauf, dass dieses Kindchen zahnen muss. Sie empfiehlt ihm einen Kamillentee, den er aber nicht kauft. Die fast verzweifelte Apothekerin erhält schließlich den Tipp, dass seine Frau ihn wegen eines Beruhigungsmittels losgeschickt hat.
Sie nennt ihm schließlich eine Medizin mit einem Namen, der einem Zungenbrecher gleicht: isopropylpropenylbarbitursaures Phenyldimethyldimethylaminopyrazolon. Der Kunde freut sich darüber, dass die Apothekerin auf den Namen der Medizin gekommen ist und bemerkt, dass das Wort zwar furchtbar einfach sei, man es sich aber trotzdem nicht merken kann.